# Marc Le Coultre
Pour les articles homonymes, voir Le Coultre.
Marc Le Coultre est un artiste peintre français, également sculpteur, né le 30 mai 1946 à Villejuif (Val-de-Marne).

## Biographie

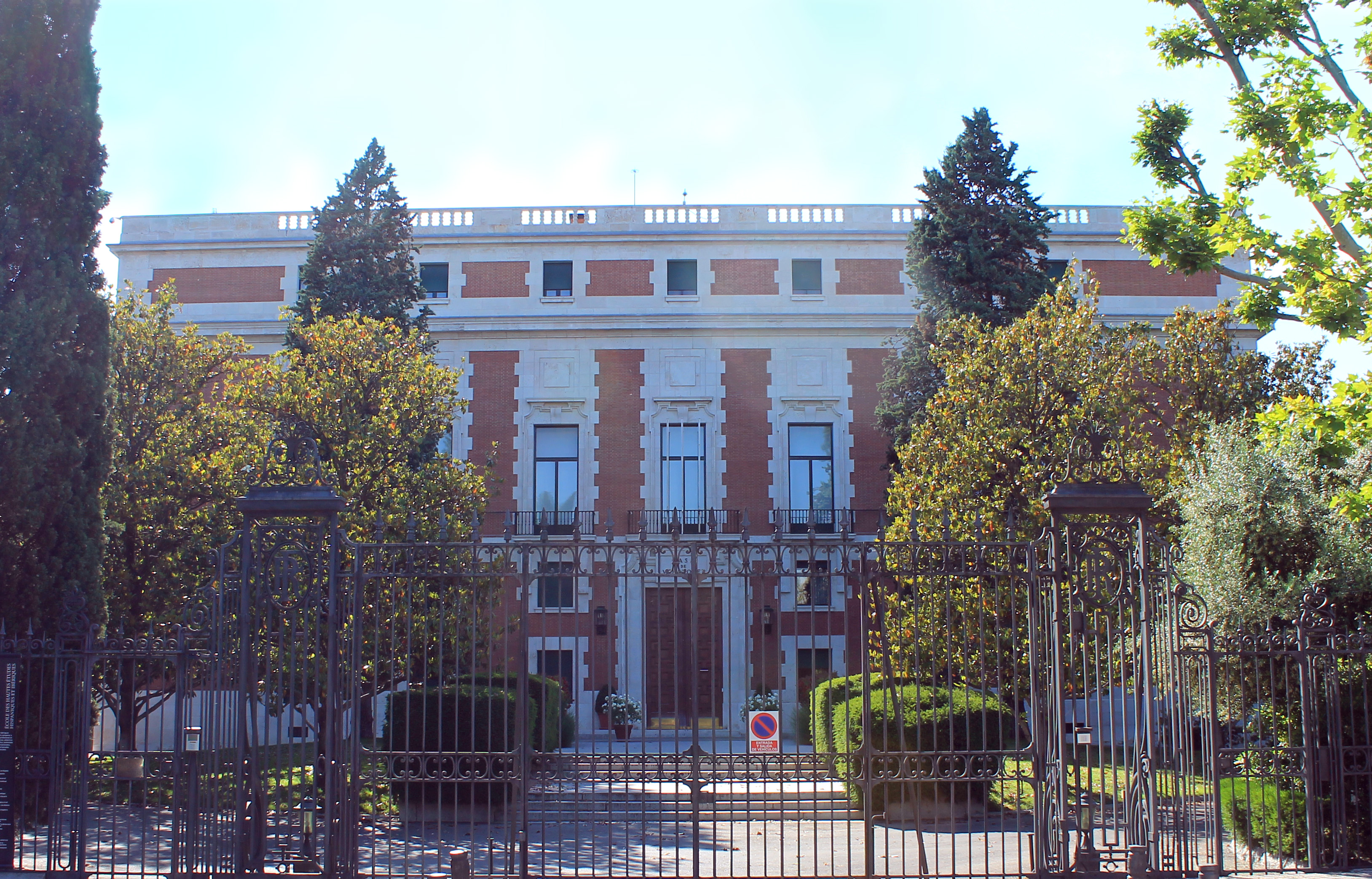
Casa de Velázquez, Madrid

Né à Villejuif, Marc Le Coultre est de 1964 à 1967 élève à l'École nationale supérieure des beaux-arts de Roger Chapelain-Midy où il a entre autres pour condisciples Michèle Battut et Michel Four. Il est successivement lauréat de l'Académie des Beaux-Arts puis, en 1971, de la Casa de Velázquez à Madrid dont il est artiste résident en 1971-1972 (42e promotion).
Éclectique admirateur de Gustav Klimt, Nicolas de Staël, Georges Braque, Richard Diebenkorn et Pablo Picasso, installé dans le département du Loiret, il est membre de la Société des artistes orléanais.

## Expositions

### Expositions personnelles
- Galerie Gil Bastide, Orléans, novembre-décembre 2014[5].
- Marc Le Coultre - Huiles et acryliques de Bretagne, 39 toiles, domaine de la Trésorerie, Saint-Pryvé-Saint-Mesmin, novembre-décembre 2017[6].
- Résidence du parc des Mauves, Huisseau-sur-Mauves, juillet-août 2018[7].
- Marc Le Coultre - Moments de Loire : quarante cinq portraits de la Loire, domaine de la Trésorerie, Saint-Pryvé-Saint-Mesmin, novembre-décembre 2021[8],[9].
- Résidence du parc des Mauves, Huisseau-sur-Mauves, juillet 2024[10].
- Expositions non datées : musée des Beaux-Arts d'Orléans, musée de Séville.

### Expositions collectives
- Salon de l'Association des artistes et créateurs d'art d'Olivet, Marc Le Coultre invité d'honneur, salle Yvremont, Olivet (Loiret), novembre 2015.
- Art-Gens - Dixième parcours d'art contemporain, Cerdon (Loiret), avril 2019[11].
- Salon des peintres du Grenier à sel, collégiale Saint-Pierre-le-Puellier, Orléans, septembre 2019.
- Jargeau village d'artistes, Marc Le Coultre invité d'honneur, Jargeau, août 2022[12].
- Participations non datées : Salon d'automne, Salon des artistes français, Salon du dessin et de la peinture à l'eau[1], Salon de la Marine, Salon des artistes orléanais.

## Réception critique
- « D'après des esquisses réalisées sur le motif, il réalise dans l'atelier ses peintures inspirées par la lumière du matin et du soir. Il simplifie à l'extrême afin de mieux rendre ses impressions. » - Dictionnaire Bénézit[1]
- « On l'a vu peindre des jardins, des bateaux, des paysages, des champs, des intérieurs, des instruments de musique, des vitrines, des plats…, sources d'inspiration multiple mais qui toutes ont un point commun. Aucun humain à l'horizon, jamais ; pas de détournement d'attention donc, et pas d'identification possible… Les sujets et les modes de traitement peuvent changer - c'est même consubstantiel, à sa démarche. Mais l'intention demeure : traquer l'émotion esthétique partout où elle est, en ne cherchant jamais l'inspiration trop loin. Car elle peut être là, derrière la fenêtre de l'atelier comme dans le champ derrière la route… Le Coultre ne travaille pas "sur le motif". À partir de croquis pris sur le vif, c'est un peintre d'atelier dont la "figuration" n'est jamais la reproduction servile de la réalité. Si ses œuvres nous touchent par leur effet de matière, de lumières, de transparences, c'est parce qu'elles tirent de leur sujet une substance que seule la vision de l'artiste est apte à révéler. C'est la Bretagne, certes, mais bien plus que cela, qui touche à une forme universelle d'émotion. » - Jean-Louis Derenne[3]
- « On le sait, Marc Le Coultre a besoin de verticales et d'horizontales pour ne pas perdre le nord. En s'aidant souvent de lignes de journaux qui soutiennent ses coups de pinceau, avant que ceux-ci ne les recouvrent pour les cacher, ne les enfouissent d&ans le motif parce qu'elles ne sont que des repères qui parfois ont leur prolongation dans l'image… En peignant Petite crue, par exemple, il laisse voir son propre travail, les lignes de journal pour les œuvres humaines et cette masse d'eau sans figure qui envahit le journal, reflète la ville sous forme de taches de couleur, de brisures, de petits riens visuellement chaotiques dont aucun journal ne pourra rendre compte parce qu'aucun mot ne saura dire cela entièrement. » - Bernard Cassat[13]

## Collections publiques
- École de Jargeau, fresque murale.
- Conseil départemental du Loiret, Orléans, tapisserie 9,5m2.
- École de Sully-sur-Loire, fresque murale.
- Collège de Tigy, fresque murale.
- Collège de Trainou, sculpture.

## Prix et distinctions
- Prix Georges-Wildenstein (Académie des Beaux-Arts).
- Lauréat de la Casa de Velázquez.
- Médaille de la Ville de Paris.
- Prix du Conseil général du Loiret.